# Фингерхат, Маргарет
Маргарет Рут Фингерхат (англ. Margaret Ruth Fingerhut; род. 30 марта 1955 года, Лондон) — британская пианистка.

## Биография
Окончила Королевский колледж музыки, в 1981 г. была удостоена Ассоциацией искусства Большого Лондона звания «Молодой музыкант года». Затем стажировалась в Консерватории Пибоди.
Давала концерты в Королевском фестивальном зале, Альберт-Холле и Барбакане. Выступала с Лондонским симфоническим и Лондонским филармоническим оркестрами, оркестром «Филармония», Королевским Филармоническим оркестром, с оркестрами Би-би-си (филармоническим, Национальным Уэльса, Шотландским симфоническим) и оркестром Лондонские исполнители Моцарта.
Преподавала в Королевском Северном колледже музыки, в летних школах, давала мастер-классы в США, Канаде и Китае. Преподаёт в Бирмингемской консерватории.

## Творчество
Среди многочисленных записей Фингерхат, по большей части выпущенных на лейбле Chandos, важное место занимает музыка английских композиторов: в частности, Второй концерт и Концертные вариации на английскую тему Чарльза Вильерса Стэнфорда, где она выступила «первоклассным солистом», произведения Арнольда Бакса, Герберта Хауэллса, Леннокса Беркли, Кеннета Лейтона и др. Критика высоко оценила её запись фортепианного концерта Эдварда Грига, «выдерживающую тонкое соотношение между виртуозными и поэтическими свойствами произведения», и альбом фортепианных пьес Йозефа Сука, охарактеризованный как «весьма сердечный, но сдержанный, глубоко созвучный индивидуальной манере композитора». Среди других работ Фингерхат — альбом фортепианных пьес Поля Дюка и два диска камерной музыки русских композиторов конца XIX века.
Сыграла роль Христианки в фильме Свидетельство Тони Палмера (1988, Digital Classics DVD).